# Halfway to Sanity
Halfway to Sanity – dziesiąty studyjny album zespołu Ramones, wydany 15 września 1987 roku przez Sire Records.

## Lista utworów
1. „I Wanna Live” (Dee Dee Ramone/Daniel Rey) – 2:36
2. „Bop 'Til You Drop” (Dee Dee Ramone/Johnny Ramone) – 2:09
3. „Garden of Serenity” (Dee Dee Ramone/Daniel Rey) – 2:35
4. „Weasel Face” (Dee Dee Ramone/Johnny Ramone) – 1:49
5. „Go Lil' Camaro Go” (Dee Dee Ramone) – 2:00
6. „I Know Better Now” (Richie Ramone) – 2:37
7. „Death of Me” (Joey Ramone) – 2:39
8. „I Lost My Mind” (Dee Dee Ramone/Johnny Ramone) – 1:33
9. „A Real Cool Time” (Joey Ramone) – 2:38
10. „I'm Not Jesus” (Richie Ramone) – 2:52
11. „Bye Bye Baby” (Joey Ramone) – 4:33
12. „Worm Man” (Dee Dee Ramone) – 1:52

## Skład
- Joey Ramone – wokal
- Johnny Ramone – gitara
- Dee Dee Ramone – gitara basowa, wokal („I Lost My Mind”)
- Richie Ramone – perkusja

Gościnnie:
- Debbie Harry – dalszy wokal w „Go Lil' Camaro Go”